# 산월
산월(山越)은 중국 한나라 시대에 중국 동남부 지역에 살던 종족이다. 실제로 존재하는 하나의 독립된 민족을 가리키는 것이 아니라, 여러 소수민족을 모두 합쳐 산월이라고 부른다.
한나라 때의 중국 남부는 비록 한나라 조정에서는 자기들의 땅이라고 주장은 하고 있었으나 중앙정부의 힘이 미치지는 않고 있어서 한나라의 직접적인 통치는 받지 않고 있었다. 그래서 산월족은 가끔씩 한족에 대한 약탈을 했고, 후한 시대가 되면 산월족의 세력은 강대해지나, 삼국시대가 되면 동오의 손씨 왕조에 의해서 한족에 흡수된다.

## 같이 보기
- 어우락
- 백월
- 서융